# Les Cases (Castell de l'Areny)
Les Cases és una obra del municipi de Castell de l'Areny (Berguedà) inclosa en l'Inventari del Patrimoni Arquitectònic de Catalunya.

## Descripció
És una masia d'estructura clàssica de tres crugies organitzada en planta baixa i tres pisos superiors. És de planta rectangular coberta a dues aigües amb teula àrab amb el carener perpendicular a la façana, orientada a migdia i parament de pedres irregulars unides amb morter. Hi ha alguns cossos annexes d'un sol pis de tipologia similar. Les obertures de la façana principal són allindanades als laterals, les centrals, arcs de mig punt i la porta, un arc escarser. La construcció actual és relativament recent, aprofitant estructures de l'edifici anterior.

## Història
El 1285 el monestir de St. Pere de la Portella rebia en donació, el mas cases de castell de l'Areny, dins la jurisdicció de la baronia de la Portella. L'any 1497 l'amo de la casa era Barthomeu Cases, casat amb la seva muller Fransina, amb qui tenia dos fills, Pere i Cristophol. Al mateix any, el fill hereu Pere Cases va contraure matrimoni amb na Damiana Serreyma, filla del mas Serraïma de Sant Joan d'Avinyó. El fogatge de 1553 esmenta també el mas cases dins del terme i parròquia del castell de l'Areny; el seu propietari era el batlle del terme.